# Ribbesbüttel
Ribbesbüttel er en kommune i Landkreis Gifhorn i den tyske delstat Niedersachsen. Den ligger mod vest i amtet (Samtgemeinde) Isenbüttel.

## Geografi
Ribbesbüttel ligger ved sydenden af Lüneburger Heide på højdedraget Papenteich, omkring 20 km nord for Braunschweig og 5 km syd for Gifhorn.

### Inddeling
I kommunen ligger landsbyerne og bebyggelserne:
- Ausbüttel
- Druffelbeck
- Ribbesbüttel
- Vollbüttel
- Warmbüttel